# تشارلز جيمس مارتن (عالم فسيولوجي)
السير تشارلز جيمس مارتن (بالإنجليزية: Charles James Martin)‏  (يناير 1866 - 15 فبراير 1955)، متحصل على وسام القديس ميخائيل والقديس جرجس وزمالة الجمعية الملكية وزمالة كلية الجراحين الملكية. قام تشارلز العالم البريطاني بأبحاث كبيرة ومُعمقة في مجموعة واسعة جدًا من الموضوعات بما في ذلك سموم الثعبان والتحكم في درجة حرارة الجسم والطاعون وطريقة انتشاره والزحار وحمى التيفوئيد والبارتيفوئيد والتغذية ونقص الفيتامينات والبروتينات وداء الورم المخاطي كوسيلة للسيطرة على أعداد الأرانب.

## بداية حياته
وُلد في ويلموت هاوس، دالستون، هاكني، شمال لندن، وكان الطفل الثاني عشر لجوشيا (الخبير الاكتواري لشركة التأمين) وإليزابيث ماري مارتن (وُلدت باسم لويس)، وكان تشارلز جيمس جزءًا من عائلة ممتدة من الأطفال من زيجات والديه السابقة. كونه طفلًا حساسًا، أُرسل إلى مدرسة داخلية خاصة في هيستينغز.
كان يعمل كاتبًا مبتدئًا في شركة التأمين في سن الـ 15 حيث كان يعمل والده. درس الرياضيات كونها شرط للعمل كخبير اكتواري في المستقبل، لكنه لم يظهر أي كفاءة خاصة. من خلال البحث في العديد من المكتبات في المنطقة، عثر على نسخة مستعملة من كتاب «مائة تجربة في الكيمياء بشلن واحد» (A Hundred Experiments in Chemistry for One Shilling). عند تنفيذ هذه التجارب، استطاع إقناع والده بالسماح له بممارسة مهنة في مجال العلوم. وبناءً على ذلك، تلقى دروسًا مسائية في كلية كينجز بلندن. ثم درس الطب في مستشفى سانت توماس وقضى بعض الوقت في لايبزيغ لدراسة علم وظائف الأعضاء تحت اشراف كارل لودفيغ.

## مهنته
قبل في عام 1891 منصب محاضر في جامعة سيدني، قبل أن ينتقل إلى جامعة ملبورن كأستاذ في علم وظائف الأعضاء. وبقي في أستراليا لمدة 12 عامًا، وعاد بعد ذلك إلى المملكة المتحدة ليصبح أول مدير لمعهد ليستر للطب الوقائي.

انتخب زميلا في الجمعية الملكية عام 1901. قيل في خطاب ترشحه (اقتباس):
«كونه أستاذ علم وظائف الأعضاء في جامعة ملبورن، تميز بشكل بارز كباحث مهم في علم وظائف الأعضاء. تتطرق أبحاث أوراقه الأصلية الرئيسية مع عمل الكيمياء والفسيولوجيا لسم الثعبان، ومع فعل ورد فعل السموم ومضادات السموم. مؤلف: «كيمياء سم الثعبان الأسود الأسترالي» (بالإنجليزية: The Chemistry of the Venom of the Australian Black Snake). «العمل الفسيولوجي لسم الأفعى السوداء الأسترالية» (بالإنجليزية: The Physiology Action of the Venom of the Australian Black Snake) (المرجع نفسه، 1895). العمل العلاجي لمصل كالميت ضد الأفاعي الأسترالية (بالإنجليزية: Curative Action of Calmette's Serum against Australian Snakes). «طبيعة التنافر بين السموم ومضادات السموم» (بالإنجليزية: Nature of the Antagonism between Toxins and Antitoxins)  (المرجع نفسه، 1898، مؤلف مشترك). «فصل المواد الغروية والبلورات عن طريق الترشيح» (بالإنجليزية: Separation of Colloids and Crystalloids by Filtration) (مجلة علم وظائف الأعضاء، 1896). ملاحظات حول تشريح كمامة «البلاتبوس: خلد الماء»، (بالإنجليزية: Observations on the Anatomy of the Muzzel of 'Ornithorhynchus) مع د. ويلسون (لين سوك، نيو ساوث ويلز، 1892).

## وصلات خارجية
- تشارلز جيمس مارتن (عالم فسيولوجي) على موقع فايند أغريف